# Xynn

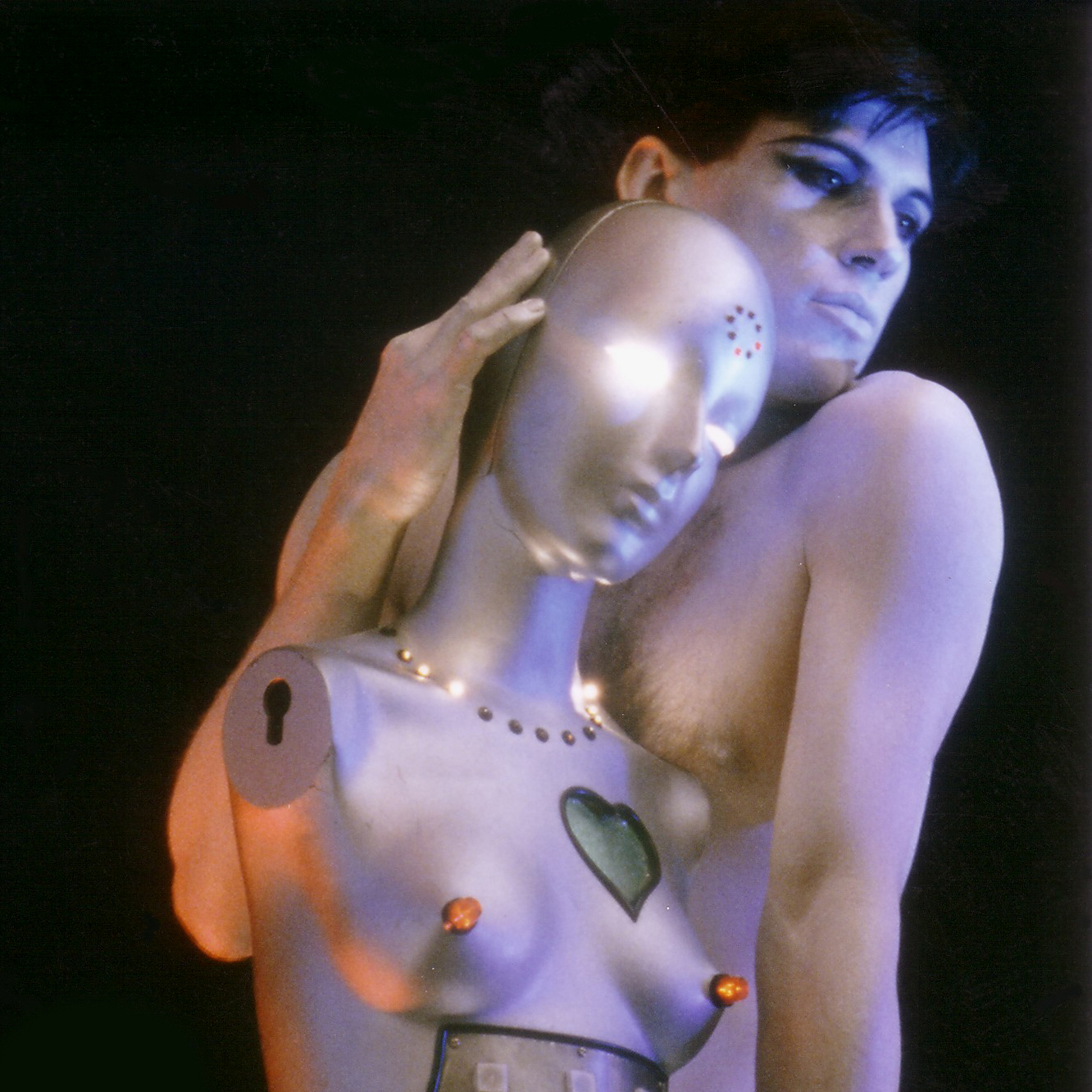
Xynn-Show 1979

Xynn (Eigenschreibweise XYNN) ist das Musikprojekt und Pseudonym des deutschen Multimediakünstlers Michael Winter (1949–2018).
1978 konzipierte Winter eine Show, in der er Musik, Text, Licht, Filmprojektionen, Pantomime und Theaterfragmente mit Masken und Kostümen verband, ab 1980 mit Videos als Hintergrund-Projektion bei seinen Live-Shows.
1980 veröffentlichte Vertigo Records die erste LP Dreams About Reality (Arrangement Kristian Schultze). Das Album wurde in der Sendung Pop nach Acht (Bayern 3) vorgestellt. 1981 erschienen die zweite Vertigo-LP Computed Man sowie zwei Single-Auskopplungen. Es folgten Fernsehauftritte u. a. bei Okay (ORF, 1981) und Pop Stop (ARD/BR, 1982). Weitere Alben, Sampler und Videos veröffentlichte Winter bei seinem eigenen Label Xynn-Factory.
1995 brachte Winter in dem von ihm gegründeten „Mund+Art“ Theater in Ringelai einen Zusammenschnitt seiner Shows aus den 1980er Jahren als XYNN-Revival-Show auf die Bühne, den er unter anderem 2002 bei einem Auftritt im Club Funky Kitchen in München aufführte.
2016 erschien bei Cleopatra Records die Doppel-CD XYNN – The Complete Anthology 1979–1983.

## Diskografie
- 1980: Dreams About Reality, Vertigo (Vinyl 12″/Album), mit Evert Van Der Wal, Wally Warning, Kristian Schultze, Thomas Molin, Giuseppe Solera, Bobby Stern, Billy Lang und Wesley Plass. Neuausgabe: 1995, Xynn-Factory (CD)
- 1981: Computed Man, Vertigo (Vinyl 12″/Album) mit Kristian Schultze, Curt Cress, Benny Gebauer und anderen. Neuausgabe: 1995, Xynn-Factory (CD)
Auskopplungen:
Schooldays, Vertigo (Vinyl 7″/Single)
Jet-Set-Honey, Vertigo (Vinyl 12″/Maxi-Single)
- 1983: Lost In Space, Xynn-Factory (CD/Album), englische und deutsche Version
- 1995: XYNN, Xynn-Factory (CD/Sampler)
- 1996: XYNN-Videos, Xynn-Factory (DVD/Musik-Videos 1980–1983)
- 2016: XYNN – The Complete Anthology 1979–1983, Cleopatra Records (Doppel-CD)